# Hurly Hawkin

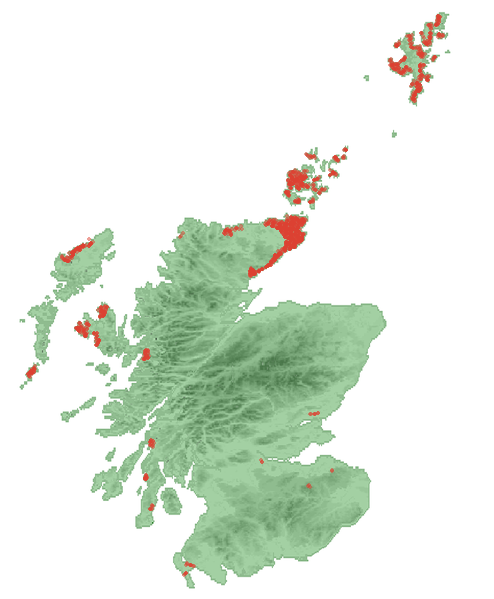
Verbreitung von Brochs – rot

Hurly Hawkin (auch Hurley Hawkin oder Hurly Hawkins genannt) liegt etwa 7 km von Dundee südlich von Liff in Angus in Schottland und ist ein mehrperiodisch genutztes Areal eines runden Inland-Promontory Forts, einer Befestigung an einer Klippe, mit einer Art Einfriedung mittels Palisaden, einem Broch und einem Souterrain. Das Areal wurde von David B. Taylor zwischen 1958 und 1967 ausgegraben.

## Das Promontory Fort
Das Promontory Fort wurde in der Eisenzeit durch das Abtrennen einer steilen Landzunge mittels doppelten Wällen und Gräben gebildet. Entweder gleichzeitig mit dem Fort oder etwas später wurde mittels 27 Palisadenpfosten von etwa 20 cm Durchmesser, die 30 cm tief und in 45 bis 60 cm Abstand in einen 0,5 m hohen Tonwall gesetzt wurden, der in einem leichten Bogen verlief und unter der Westwand des Brochs endete, eine Einfriedung erstellt. Ein Pflaster folgte der Walllinie. Taylor spricht von den Resten einer Hütte von etwa 15 m Durchmesser. Der einzige Fund aus der Vorbrochphase war eine kleine durchlochte Knochenplatte.

## Der Broch
Der Bau des Brochs führte zum Abriss eines Teils des inneren Walls, den der Broch überlagert. Der Broch ist fast bis zur Basis abgebaut worden, aber es blieb genug Material um einen inneren Durchmesser von etwa 12,0 m und eine Mauerstärke von 5,0 bis 6,0 m sowie einige strukturelle Details zu ermitteln. Dazu gehören die Reste einer Wandnische oder eines Treppenhauses an der Nordseite. Reste einer zweiten Wandnische an der Südost- und der Zugang an der Südwestseite. Pflaster im Südost-Quadranten und Pfostenlöcher in der ursprünglichen Oberfläche können aus der Vorbrochphase stammen, sind aber keine Bestandteile des Palisadenbaus. Funde aus dem Broch, darunter eine Menge Metallarbeiten, datieren ihn ans Ende des 1. oder den Anfang des 2. Jahrhunderts n. Chr. Der Innenraum war bereits 1860 von Andrew Jervise (1820–1878) und noch früher von John Gray, 15. Lord Gray ausgegraben worden.

## Das Souterrain
Bei Souterrains wird grundsätzlich zwischen „rock-cut“, „earth-cut“, „stone built“ und „mixed“ Souterrains unterschieden. Ein 25 m langes und 1,8 m breites „stone built“ Souterrain vom „Angus Typ“ mit gepflastertem Boden wurde im inneren Graben entdeckt. Seine Wände blieben bis zu einer Höhe von 1,5 m erhalten. Der absichtlich blockierte Zugang lag im Westen und der gepflasterte Vorhof im äußeren Graben, der mit Brochschutt angefüllt war. Das Souterrain war zerstört worden, als die Deckplatten in den Durchgang geworfen wurden, wo sie auf einer 45 cm dicken Schlammschicht lagen. 
Die Funde enthalten Keramik ähnlich den einheimischen Erzeugnissen aus dem Souterrain von Ardestie und Carlungie. Möglicherweise war es, wie Ardestie, ursprünglich mit einer Oberflächenstruktur verbunden, die später abgerissen wurde oder verfiel. Die Verbindung mit Ardestie weist auf eine Datierung ins späte 2. oder frühe 3. Jahrhundert n. Chr. Anne Robertson (1910–1997) hält die früheren Töpferwaren für vom Broch stammend und die späteren für Souterrain-Ware.